# Prunum annulatum
Prunum annulatum is een slakkensoort uit de familie van de Marginellidae. De wetenschappelijke naam van de soort is voor het eerst geldig gepubliceerd in 1865 door Reeve.